# Ninia diademata
Ninia diademata (кільчастошия кавова змія) — вид змій родини полозових (Colubridae). Мешкає в Мексиці і Центральній Америці.

## Підвиди
Виділяють чотири підвиди:
- Ninia diademata diademata Baird & Girard, 1853;
- Ninia diademata labiosa (Bocourt, 1883);
- Ninia diademata nietoi Burger & Werler, 1954;
- Ninia diademata plorator Smith, 1942.

## Поширення і екологія
Кільчастошиї кавові змії мешкають на атлантичних схилах Мексики на південь від Сан-Луїс-Потосі та на тихоокеанських схилах на південь від Оахаки, а також у Гватемалі, Белізі та Північному Гондурасі. Вони живуть у вологих тропічних і субтропічних лісах, серед лісової підстилки і гнилої деревини, трапляються на кавових плантаціях та на луках, на висоті до 2200 м над рівнем моря. Ведуть нічний, прихований спосіб життя. Живляться дощовими черв'яками і слимаками.